# Jürgen Leitner (Musiker)
Jürgen Leitner (* 28. Oktober 1979 in Salzburg) ist ein österreichischer Musiker und Produzent.

## Werdegang
Leitner spielt die steirische Harmonika und hat 1989 beim ORF-Harmonika-Wettbewerb teilgenommen. 1995 gründete er die Volksmusikgruppe "Die Ziamwiam" und seit 1999 ist er aktives Mitglied der österreichischen Mundart-Band Die Seer. 2009 folgte der Amadeus Award in der Kategorie Schlager. 2014 waren die Seer in der Kategorie „Beste Live-Band“ nominiert. Seit 2000 betreibt Leitner gemeinsam mit Roman Steinkogler ein eigenes Tonstudio und Plattenlabel Xtension Productions, wo er vorwiegend Austropop & Volksmusik produziert. 2009 gründete er zudem die Mundart-Formation „Holatrio“.

## Produktionen
- Tamee Harrison - „A Beautiful Time“ (Coca-Cola-Weihnachtssong)
- Florian Randacher - „Flow Bradley“ und „Vazwickte Wöd“
- Die Seer - „1 Tog“
- Beatcollective - „To be or not to be“
- Hubert Neuper - „Flatline“
- Die Ziamwiam - „Zum Wohl“ und „Zum Spaß“
- Die Stoabeck - „vadraht“
- Wolfgang Loitzl - „Woif“
- AltBadSeer-Musi - „Musikantenpool“
- Lyn Vysher - „Leichtigkeit mit Tiefgang“
- Poxrucker Sisters - „PS - Poxrucker Sisters“
- Die Niachtn - „Jetzt oder Niacht“

## Diskografie
Die Seer:
- 2000: Gössl
- 2001: Guats G’fühl
- 2001: Gold (Doppel-CD Über’n See/Auf und der Gams nach)
- 2002: Das Beste (Wild’s Wasser)
- 2002: Junischnee
- 2003: Gold Vol. 2 (Doppel-CD Baff!/Gössl)
- 2003: Aufwind
- 2003: Aufwind - Limitierte Premium Sonderedition (Doppel-CD mit Poster, Bonustracks und vier Videos)
- 2003: Das Beste 2
- 2004: Über’n Berg
- 2004: Über’n Berg – Limited Edition (enthält Sonderbriefmarke mit Albumcover und Internet Bonus-Song I vermiß di)
- 2005: Lebensbaum
- 2005: Lebensbaum – Limited Edition (mit echtem Baumsamen)
- 2006: Seerisch – Ihre größten Stimmungshits
- 2006: s’ Beste! (Doppel-CD)
- 2006: zwei Original-CDs (Junischnee und Guats G’fühl)
- 2006: CD-Box Das Beste (mit den Alben Das Beste/Das Beste 2/Das Beste 3)
- 2007: 1 Tog (mit zwei Bonustracks)
- 2007: Junischnee – Limited Edition (Neuauflage des Original-Albums mit vier Bonustracks)
- 2007: Aufwind – Limited Edition (Neuauflage des Original-Albums mit vier Bonustracks)
- 2008: Live! – 10 Jahre Open Air Grundlsee
- 2009: Hoffen, glauben, liab’n
- 2010: Wohlfühlgfühl
- 2012: Grundlsee
- 2013: Dahoam
- 2014: Echt seerisch
- 2014: Jubiläums Open Air 2014
- 2014: STAD
- 2015: Fesch
- 2015: Seer - Weihnacht
- 2017: Des olls is Hoamat
- 2019: Analog
- 2022: Ring im See
- 2022: STAD
- 2023: Ausklang

- Zabine - Transalpin
- Die Edlseer - in Austria - no Känguru
- Die Ziamwiam - Zum Wohl
- Meissnitzer Band - Nimm’s easy
- Die Ziamwiam - Zum Spaß
- Poxrucker Sisters - "Sche sa"